# Свемирац из Солвај Фирта
Свемирац из Солвај Фирта (такође познат и као Солвај ванземаљац и Мистерија Солвај Фирта) односи се на фигуру видљиву на фотографији коју је 1964. снимио ватрогасац, фотограф и мјесни историчар Џим Темплтон (13. фебруара 1920. - 27. новембра 2011) која је стекла светско занимање. Фотографију је снимио на Бург Маршу, Бург би Сандс, са којег се види Солваи Фирт. Темплетон тврди да је фигура у позадини фотографије непозната особа са свемирским одељењем те је инсистирао да нико није био у близини када је снимао ту слику, изузев његове кћерке и супруге. Фотографија је стекла светску пажњу медија те привукла пажњу уфолога.

## Фотографија
23. маја. 1964, Џим Темплтон је снимио три фотографије своје петогодишње ћерке током излета у Бург Маршу. Темплтон је изјавио да су једини други људи на пољу тог дана биле неке старије госпође које су седеле у ауту на другом крају ливаде. У писму за Даили Маил 2002, Темплетон је изјавио, "Снимио са три фотографије моје ћерке Елизабет у сличној пози - те сам био шокиран када се друга слика вратила из Кодака и на њој био нешто као свемирац у позадини. "Темплетон инсистира да није видео фигуру све до развитка фотографије, а аналитичари са Кодака су потврдили да је фотографија аутентична.
Разна објашњења су понуђена. Једно је да је та фигура заправо Темплетон супруга, Ени, која је била са њима тај дан те се види на другим сликама. Пошто је тип фото-апарата којег је користио - Зеис Контак Пентацон Ф СЛР - показивао само 70% стварне фотографије, могуће је да није уочио супругу иза ћерке. Ени је носила модро плаву хаљину, која је могла бити пресветла због бленде.